# 法元明菜
法元 明菜（ほうもと あきな、1996年8月5日 - ）は、日本の女性声優、歌手。大阪府出身。ジャストプロ所属。

## 経歴
鳥取県で生まれ、千葉県、中華人民共和国、大阪府で育つ。
2020年9月、スマートフォンゲーム『ラブライブ! スクールアイドルフェスティバル ALL STARS』の鐘嵐珠役に抜擢。同作品に由来する声優ユニット「虹ヶ咲学園スクールアイドル同好会」に加入した。
2023年、第17回声優アワードにて、「虹ヶ咲学園スクールアイドル同好会」として歌唱賞を受賞。
2025年2月、X（旧Twitter）アカウントが乗っ取られ、名前とIDが変更されて使用不可能となる被害に遭った。復旧の見通しが立たず、同年2月16日に同一IDでXアカウントを暫定的に再開している。

## 人物
特技は中国語（標準語・広東語）で、『生放送アニメ 直感×アルゴリズム♪』の2シリーズが始まる際、中国語が話せるということでLINEオーディションを行い、麟麟役に抜擢される。
モンスターエナジーが好物で、Twitterや『あきなさんち』でたびたび言及している。
中国人の母親を持ち、弟が一人いる。父親が彼女に中国語を喋れるようになってほしかったことから、小学校2年生から中学校3年まで中国広東省に住んでいた。その時の名前は「楊明」。
また、中国語と日本語交じりで喋っていたことを明かしている。
「明菜」は本名で、実父が中森明菜のファンであることから名付けられた。

## 出演
太字はメインキャラクター。

### テレビアニメ
- 邪神ちゃんドロップキック（2018年 - 2020年、お姉さん、スカルボーイ） - 2シリーズ
- ぐんまちゃん（2021年 - 2023年、ハニワD、アリンコージョ、宇宙ハニワ、ダルマD、ラクトバチルス菌） - 2シリーズ[一覧 1]
- ラブライブ!スーパースター!!（2021年 - 2024年、音響協力[14][15]）- 3シリーズ[一覧 2]
- ラブライブ!虹ヶ咲学園スクールアイドル同好会（2022年、鐘嵐珠[16]）
- にじよん あにめーしょん（2023年 - 2024年、鐘嵐珠[17]） - 2シリーズ[一覧 3]
- ちいかわ（2023年、グレーの子たち）

### 劇場アニメ
- 映画 ラブライブ!虹ヶ咲学園スクールアイドル同好会 完結編（2024年 - 2025年、鐘嵐珠[18][19]） - 全3章[一覧 4]

### OVA
- ラブライブ!虹ヶ咲学園スクールアイドル同好会 NEXT SKY（2023年、鐘嵐珠[20]）

### Webアニメ
- 生放送アニメ 直感×アルゴリズム♪（2018年 - 2019年、Linlin〈リンリン〉 / 麟麟[21]） - 2シリーズ

### ゲーム
時期不明
- モンスタークライ2（プレンティア 他）
- 昇龍神（發坂マコ）

2020年代
- ラブライブ! スクールアイドルフェスティバル ALL STARS（2020年 - 2023年、鐘嵐珠）
- ラブライブ! スクールアイドルフェスティバル（2022年 - 2023年、鐘嵐珠）
- アズールレーン（2022年、ハルビン）
- ラブライブ! スクールアイドルフェスティバル2 MIRACLE LIVE!（2023年 - 2024年、鐘嵐珠）
- サイレントサイン（2024年、アリー）
- ラブライブ!虹ヶ咲学園スクールアイドル同好会 トキメキの未来地図（2025年、鐘嵐珠）

### デジタルコミック
- にじよん シーズン4（2021年、鐘嵐珠）

### 吹き替え
- この恋で鼻血を止めて（ジンウェン[26]）

### テレビドラマ
- 連続テレビ小説「とと姉ちゃん」（NHK総合、女生徒）
- 受験のシンデレラ（NHK BSプレミアム、女生徒）

### ナレーション
- FC町田ゼルビアをつくろう〜ゼルつく〜 #38#39（2020年11月13日、AbemaTV）

### 朗読劇
- 江戸川乱歩 名作朗読劇「怪人二十面相－暗黒星－」（2024年2月29日、博品館劇場） [27]
- 音楽朗読劇「仮面の男」〜アレクサンドル・デュマ・ペール「ダルタルニャン物語」より〜（2025年3月9日、博品館劇場） - フィリップ 役 他[28][29]

### ラジオ
※はインターネット配信。
- ラブライブ!虹ヶ咲学園 ～にじちず放送室～（2024年 - 、HiBiKi Radio Station※）[30]

### インターネット放送
- あきなさんち（2020年 - 、YouTube）[31]
- 法元明菜のほーみんGOOD（2022年 - 、ニコニコチャンネル・Phononチャンネル）[32]

### その他コンテンツ
- TOKYO MX2 声優バラエティ「アニュ研！ 秋葉原アニメ・アミューズメント研究所」たまっこ[33]

## ディスコグラフィ

### キャラクターソング
| 発売日    | 商品名              | 歌                                                | 楽曲 | 備考                                                           |
| --------- | ------------------- | ------------------------------------------------- | --- | -------------------------------------------------------------- |
| 2019年3月 | Tacitly MUSIC ALBUM | Kilin（法元明菜）、Xi（岩井映美里）               | 「Future Rhythm Ver.+81」 | Webアニメ『生放送アニメ 直感×アルゴリズム♪』オープニングテーマ |
| 2019年3月 | Tacitly MUSIC ALBUM | Kilin（法元明菜）、Xi（岩井映美里）               | 「涙、はらはら Ver.+81」 「ミラクルSPARK Ver.+81」 「Joker’s joke Ver.+81」 「ASYME DANCE Ver.+81」 「フタリセカイ Ver.+81」 「きみがすき Ver.+81」 「WA・O・N Ver.+81」 | Webアニメ『生放送アニメ 直感×アルゴリズム♪』挿入歌             |
| 2019年3月 | Tacitly MUSIC ALBUM | Kilin（法元明菜）                                 | 「B.R.E.A.K Ver.+81」 「B.R.E.A.K Ver.+86」 | Webアニメ『生放送アニメ 直感×アルゴリズム♪』挿入歌             |
| 2019年3月 | Tacitly MUSIC ALBUM | Kilin（鈴木みのり、法元明菜）、Xi（岩井映美里）   | 「SILLY TO MORE! Ver.+81」 | Webアニメ『生放送アニメ 直感×アルゴリズム♪』挿入歌             |
| 2019年3月 | Tacitly MUSIC ALBUM | Kilin（法元明菜）、Xi（岩井映美里）               | 「520 Ver.+81」 | Webアニメ『生放送アニメ 直感×アルゴリズム♪』エンディングテーマ |
| 2019年3月 | Tacitly MUSIC ALBUM | Kilin（法元明菜）、Xi（シャオ・ウー）             | 「Future Rhythm Ver.+86」 | Webアニメ『生放送アニメ 直感×アルゴリズム♪』オープニングテーマ |
| 2019年3月 | Tacitly MUSIC ALBUM | Kilin（法元明菜）、Xi（シャオ・ウー）             | 「泪如雨下 Ver.+86」 | Webアニメ『生放送アニメ 直感×アルゴリズム♪』挿入歌             |
| 2019年3月 | Tacitly MUSIC ALBUM | Kilin（法元明菜）、Xi（シャオ・ウー）             | 「奇迹 SPARK Ver.+86」 「Joker's joke Ver.+86」 「ASYME DANCE Ver.+86」 「二人世界 Ver.+86」 「最喜欢你 Ver.+86」 「WA・O・N Ver.+86」                                   | Webアニメ『生放送アニメ 直感×アルゴリズム♪』挿入歌             |
| 2019年3月 | Tacitly MUSIC ALBUM | Kilin（鈴木みのり、法元明菜）、Xi（シャオ・ウー） | 「SILLY TO MORE! Ver.+86」 | Webアニメ『生放送アニメ 直感×アルゴリズム♪』挿入歌             |
| 2019年3月 | Tacitly MUSIC ALBUM | Kilin（法元明菜）、Xi（シャオ・ウー）             | 「520 Ver.+86」 | Webアニメ『生放送アニメ 直感×アルゴリズム♪』エンディングテーマ |

### シリーズ一覧
1. ↑  シーズン1（2021年）、シーズン2（2023年）
2. ↑  第1期（2021年）、第2期（2022年）、第3期（2024年）
3. ↑  第1期（2023年）、第2期『2』（2024年）
4. ↑  第1章（2024年）、第2章（2025年）